# اورنج (ماهی)
اورنج (به تبری) یا سس‌ماهی سرفولادی (نام علمی: Luciobarbus capito) نام یک گونه از تیره کپورماهیان است.